# Torda-Aranyos vármegye
Torda-Aranyos vármegye (románul: Comitatul Turda-Arieș) közigazgatási egység volt a Magyar Királyság keleti részében, a történelmi Erdély területén. Jelenleg Románia része.

## Földrajza
A vármegye nyugati fele hegység, a keleti viszont dombság és síkság volt. A nyugati, hegyvidéki területet a Bihar-hegység alkotta, a keleti részt pedig az Aranyos folyó síksága foglalta el, amely az Erdélyi-medence része. A vármegye ásványkincsekben különösen gazdag, illetve a Tordai-hasadék híres látványosság.
Északról Kolozs vármegye, keletről Maros-Torda vármegye, délről Kis-Küküllő és Alsó-Fehér vármegyék, nyugatról pedig Bihar vármegye határolta. Legfontosabb folyói a Maros és az Aranyos.

## Történelem
A vármegye 1876-ban alakult Torda vármegye nyugati részének és Aranyosszéknek, továbbá Alsó-Fehér vármegye egy részének az összevonásával, székhelye Torda.
1918-tól gyakorlatilag, majd 1920-tól hivatalosan is Románia része. A vármegye területét 1960-ban a romániai Kolozs, Fehér és Maros megyék között osztották fel.

## Lakosság
A vármegye összlakossága 1910-ben 174 375 személy volt, ebből:
- 125 668 (72,07%) román
- 44 630 (25,59%) magyar

## Közigazgatás
A vármegye a következő hat járásra volt felosztva:
- Alsójárai járás, székhelye Alsójára
- Felvinci járás, székhelye Felvinc
- Marosludasi járás, székhelye Marosludas
- Topánfalvai járás, székhelye Topánfalva
- Tordai járás, székhelye Torda (rendezett tanácsú város)
- Torockói járás, székhelye Torockó